# علي أرمان
علي أرمان (12 ديسمبر 1983 في بنغلاديش - ) هو لاعب كريكت بنغلاديشي.

## وصلات خارجية
- علي أرمان على موقع إي آس بي آن كريك إنفو (الإنجليزية)